# Luchthaven Fagernes Leirin
Luchthaven Fagernes Leirin (IATA: VDB, ICAO: ENFG) is een civiele luchthaven in Noorwegen.
De luchthaven is in 1987 geopend en ligt in de gemeente Nord-Aurdal in de regio Valdres in Oppland.
Er zijn dagelijks lijnvluchten naar Oslo's luchthaven Gardermoen.
In het winterseizoen is er elke zondag een chartervlucht naar Londen Gatwick.
Luchthaven Fagernes Leirin ligt op 822 boven de zeespiegel en is daarmee Noord-Europa's hoogst liggende luchthaven.